# 青杠站
青杠站是一个成昆线上的铁路车站，位于四川省攀枝花市米易县白马镇(原挂榜镇)，目前为四等站，邮政编码为617202。目前车站不办理客运业务，货运仅办理散堆装货物发到，货源辐射米易县及周边，主要到发品为金属矿。

## 概要
青杠站建于1970年:305，原为会让站。2012年4月，由于既有弯坵站、垭口站货运能力日趋饱和，车站开始货场改扩建工程。工程包括新建到发线暨调车线1条、机走线1条、贯通式货物线2条、散装货场2座、怕湿货场1座以及怕湿货物装卸线1条，同时货场周边建设青杠物流园区。工程于2013年11月竣工，2014年2月28日投用。
货场在启用后出现下沉现象，2018年西昌车务段协调成都铁路工程总承包有限责任公司组织进行修复。

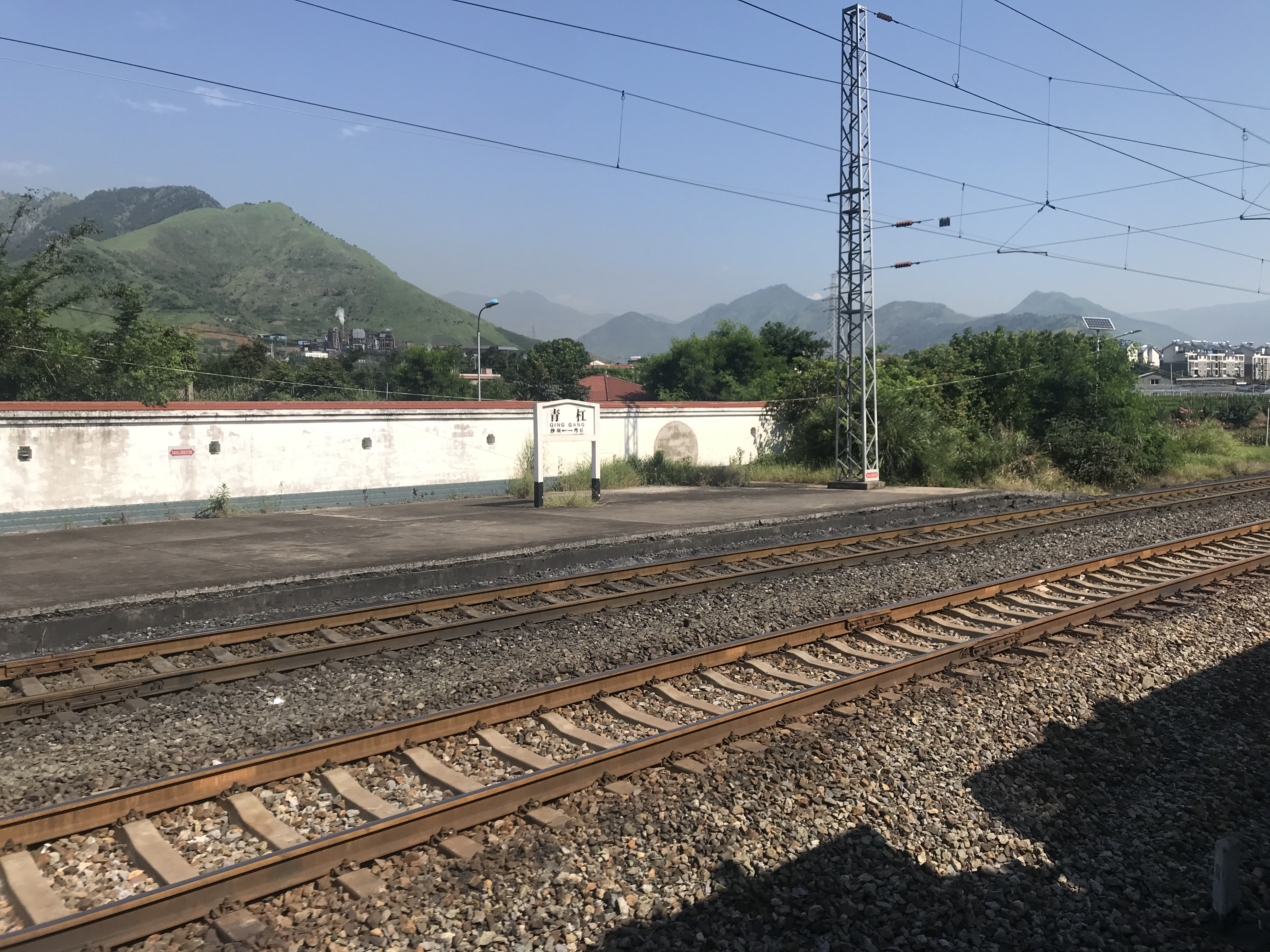
站牌
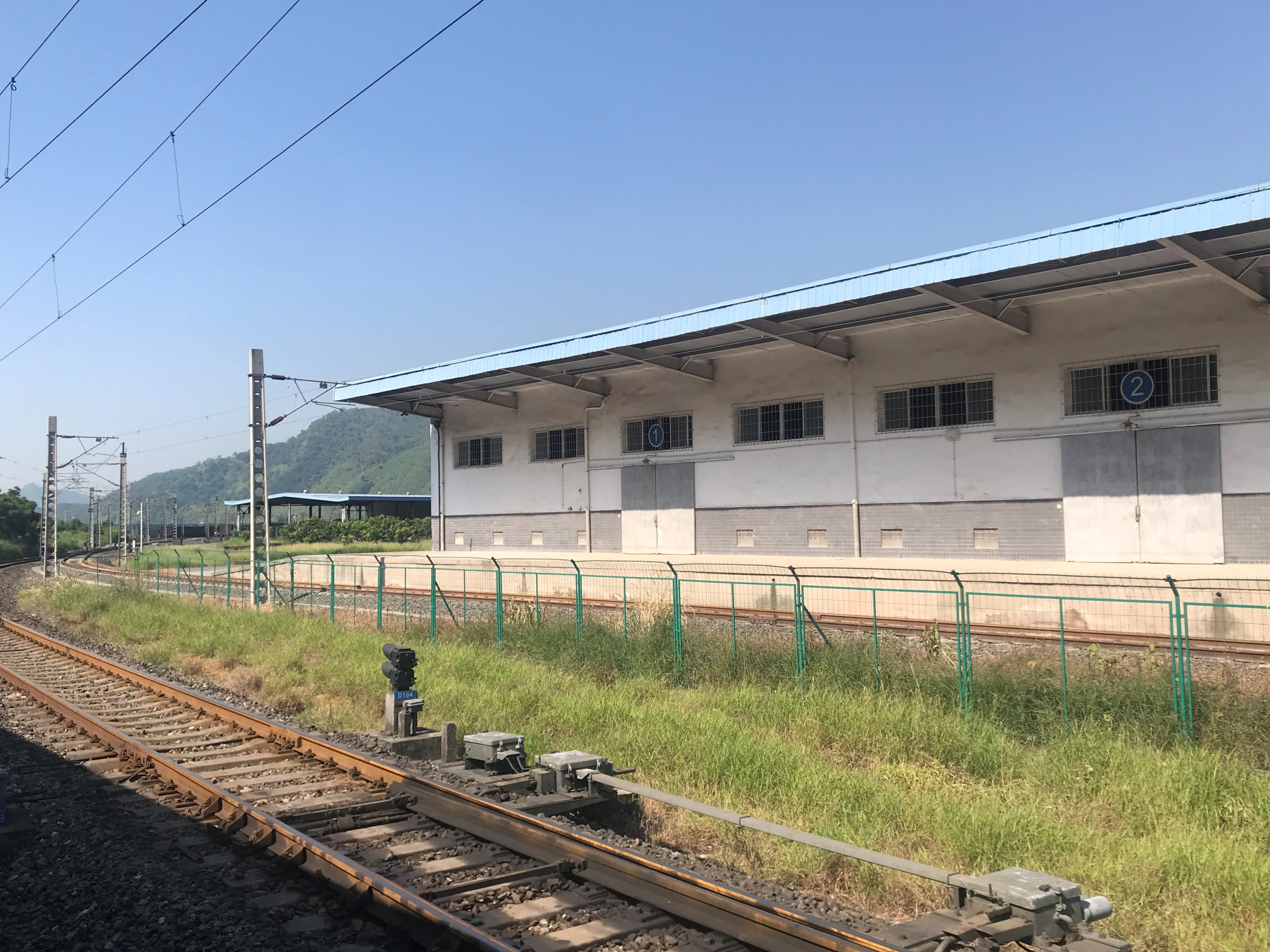
车站货场
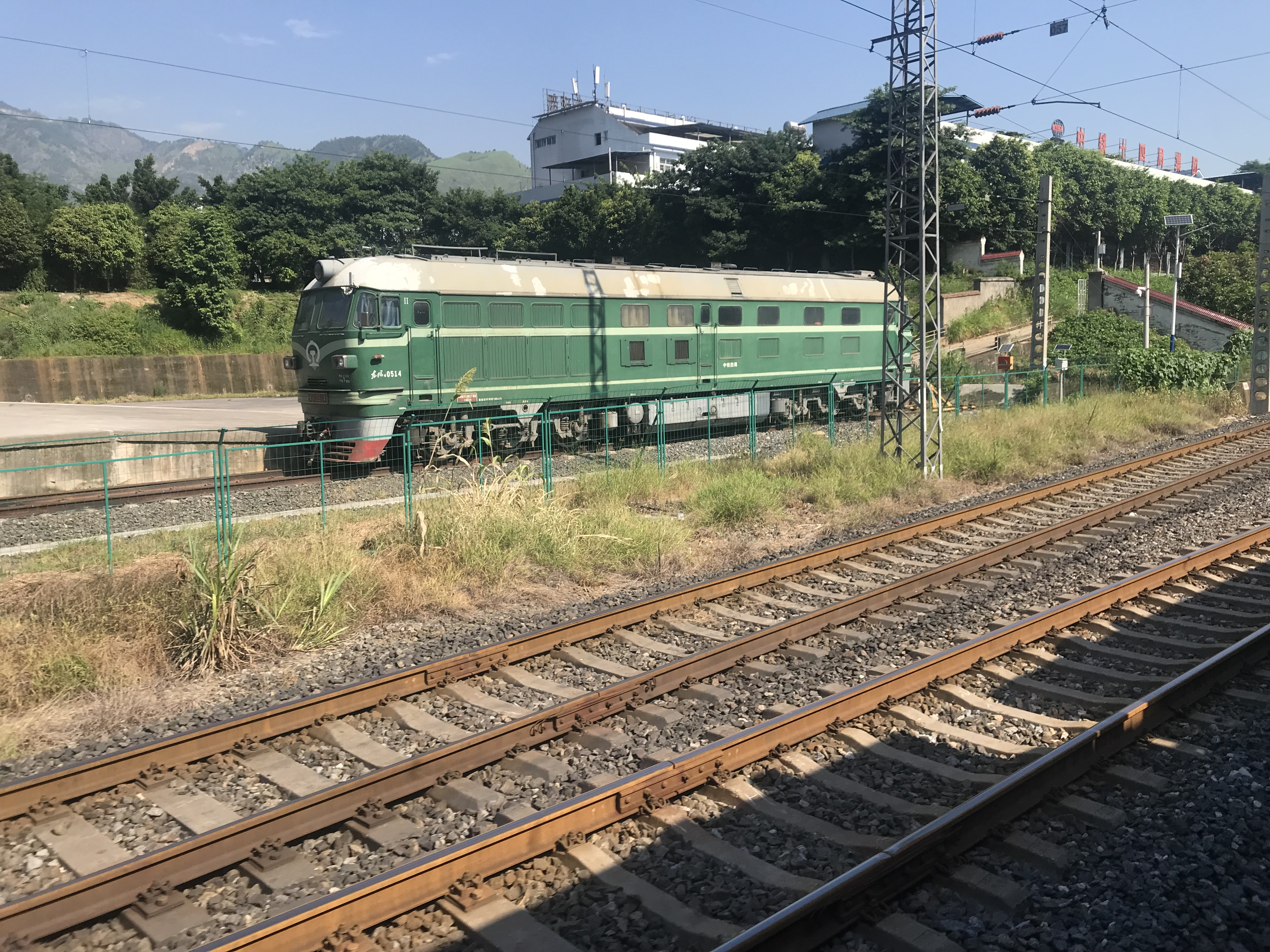
货场内的東風4B型柴油機車